# Johanniskirche (Crimmitschau)

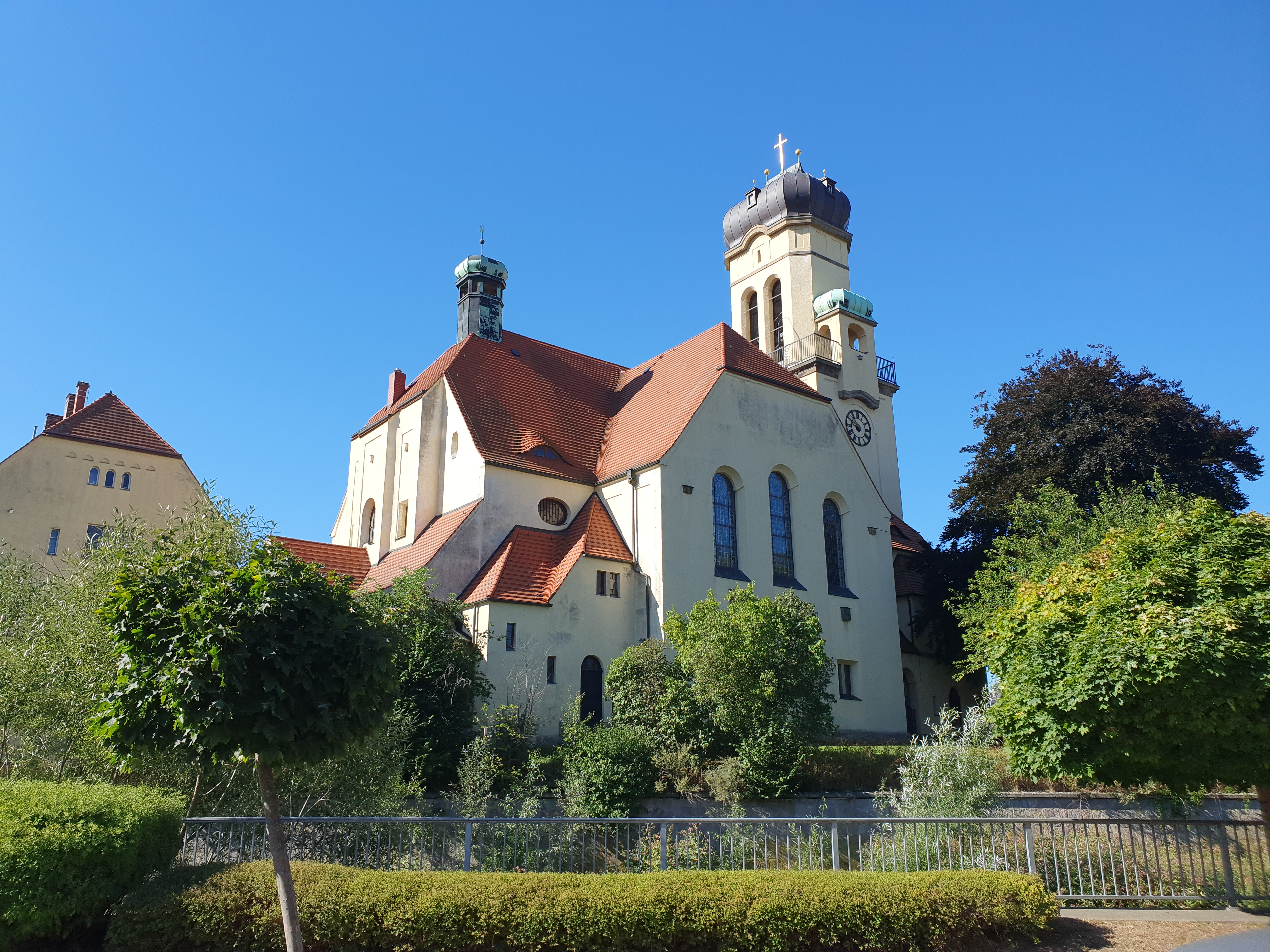
Johanniskirche mit Pfarrhaus

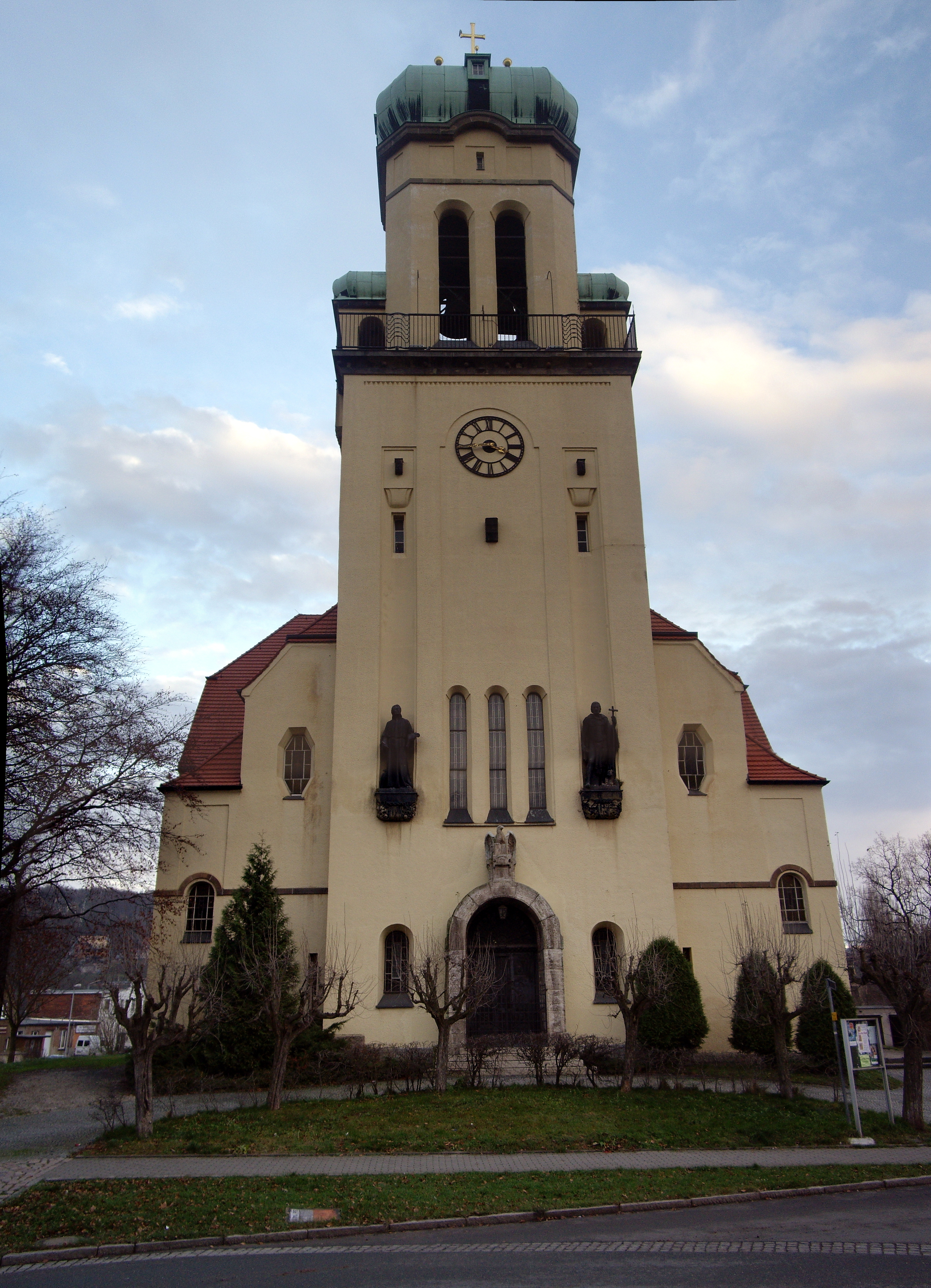
Westfassade

Die evangelische Johanniskirche ist eine barockisierende Saalkirche in Crimmitschau im Landkreis Zwickau in Sachsen. Sie gehört zur Kirchengemeinde Crimmitschau im Kirchenbezirk Zwickau der Evangelisch-Lutherischen Landeskirche Sachsens.

## Geschichte und Architektur
Das Kirchengebäude entstand 1908–1910 im Ergebnis eines Architekturwettbewerbs nach Plänen des Leipzigers Walter Wiesinger in einen zeittypischen Mischstil aus Elementen der Romanik und des Barock.
Die Kirche bildet zusammen mit dem Pfarrhaus eine malerische Baugruppe; eine Außenrestaurierung erfolgte 1992–95. Das Bauwerk ist über dem Grundriss eines griechischen Kreuzes in reduzierten, barockisierenden Jugendstilformen mit Anbauten und Betonung der Dächer gestaltet. 
Der imposante querrechteckige Turm im Westen bildet das architektonische und Baumassen-Gegenstück zur bereits vorhandenen St. Laurentiuskirche. Er ist mit gestaffelten Zwiebelkuppeln akzentuiert, an der Turmfassade sind von Peter Pöppelmann geschaffene Monumentalfiguren des Evangelisten Johannes und Johannes des Täufers aufgestellt.
Der Zentralraum wird von einem mächtigen, kuppeligen Kreuzgratgewölbe überspannt, an das sich über den kurzen, weiten Kreuzarmen Tonnengewölbe anschließen; die ursprüngliche Farbfassung ist nicht erhalten. Emporen sind in den Kreuzarmen auf Doppelsäulen eingebaut.

## Ausstattung
Die Ausstattung wurde in der Erbauungszeit von Alexander Höfer geschaffen. Dazu gehören der von Guido Wolf gestiftete Altar in Sandstein und gefasstem Stuck mit einer monumentalen Kreuzigungsgruppe, die Sandsteinkanzel mit den Figuren einer Spinnerin und einer Weberin und die von Engeln getragene Sandsteintaufe.
Die Orgel ist ein Werk von Jehmlich aus dem Jahr 1911 mit 35 Registern auf zwei Manualen und Pedal, das im Jahr 2003 durch Georg Wünning instand gesetzt wurde.